# Кондрыкино (Калужская область)
Кондрыкино — село в Жиздринском районе Калужской области, в составе сельского поселения «Деревня Акимовка».

## История
Из Издания Императорского общества истории и древностей российских за 1902 год «Сотницы (1537—1597) Грамоты и Записи (1561—1696)» автор Сергей Шумаков. За 1595 год упомянуты в числе прочих и Кондрыкино (Хондрыкино) на суходоле.

Выпись с писцовых книг Т. Г. Вельяминова и А. И. Колтовскаго с товарищами на вотчины «Свинскаго» монастыря в городе Брянске и Брянском уезде от 7 апреля 1595 года
Да Пречистые жъ Богородицы Свинского монастыря вотчина въ Ботоговской волости. Село Хондрыкино на Суходолеъ, а въ селъ церковь святые великомученицы Христовы Поросковъи нареченные Пятницы древяна клътцки, а въ церквъ образы и свечи и книги и ризы и колокола и все церковные строение монастырские…
С 1777 по 1929 годы село входило в Жиздринский уезд (с 1861 по 1922 — волостной центр; позднее в составе Жиздринской волости) Калужской, а с 1920 — Брянской губернии. В «Списке населенных мест Калужской губернии» упоминается как казённое село при колодцах, в котором насчитывалось 63 двора и проживало 452 человека, имелась деревянная церковь, приходское училище, волосная и сельская расправы.
С 1861 года Кондрыкино - административный центр Кондрыкинской волости. Согласно данным на 1880 год в селе размещалось волостное правление, две церковно-приходских школы и столярный завод. Два раза в год проходили ярмарки. Дворов в селе 86, жителей 421.
В 1866 году вместо прежней деревянной в селе была построена кирпичная четырёхпрестольная церковь. Во время Второй мировой войны церковь была взорвана, а позже окончательно разобрана. В конце 1970-х на фундаменте храма построено деревянное здание школы, разобранное в начале 2000-х годов.